# Cratere Lexell

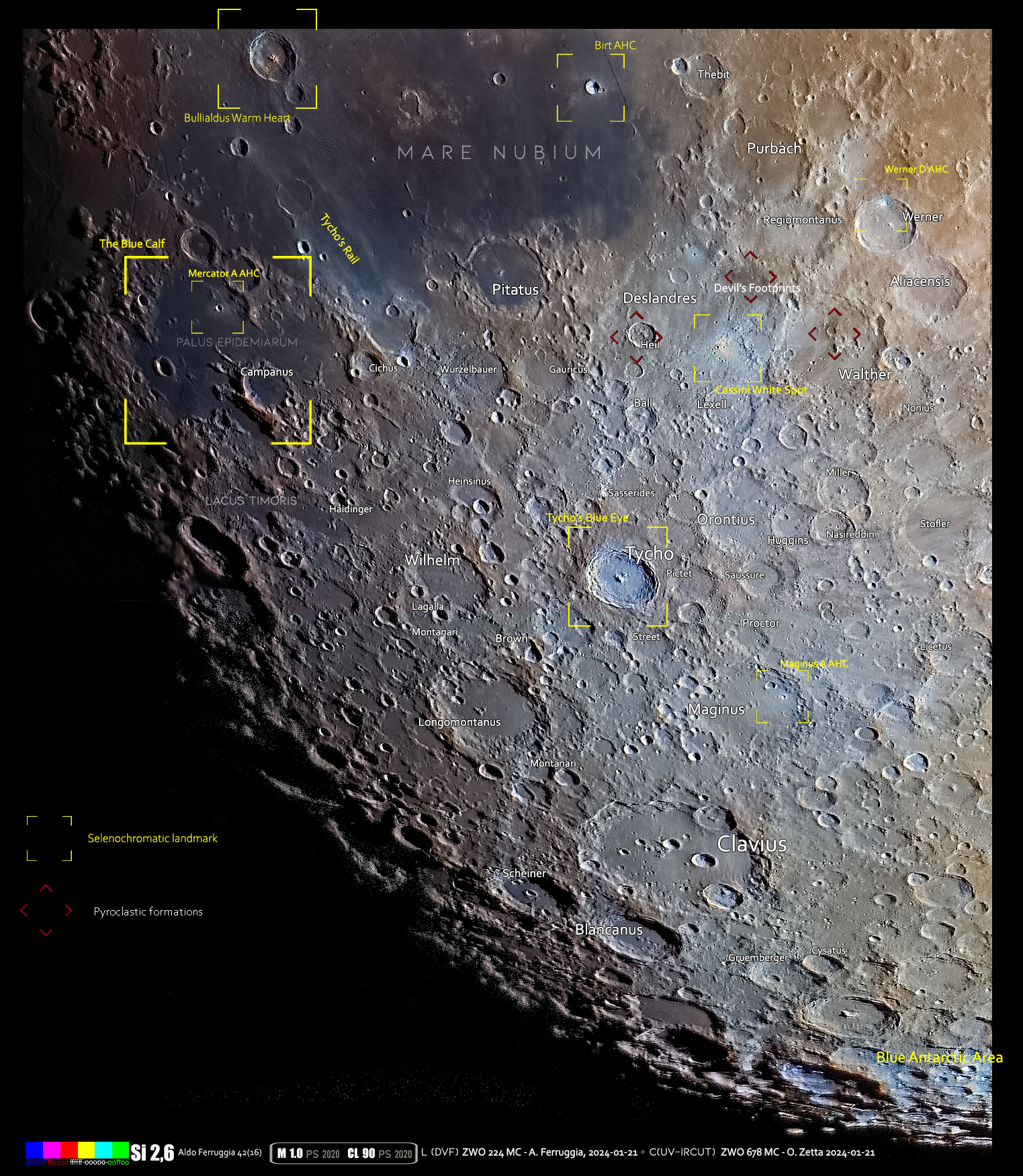
Area del cratere in formato selenocromatico

Lexell è un cratere lunare di 63,7 km situato nella parte sud-occidentale della faccia visibile della Luna.
Il cratere è dedicato all'astronomo russo-svedese Anders Johan Lexell.

## Crateri correlati
Alcuni crateri minori situati in prossimità di Lexell sono convenzionalmente identificati, sulle mappe lunari, attraverso una lettera associata al nome.
| Lexell | Coordinate           | Diametro (in km) |
| ------ | -------------------- | ---------------- |
| A      | 36°55′12″S 1°23′24″W | 33,59            |
| B      | 37°16′12″S 3°24′36″W | 21,63            |
| D      | 36°10′48″S 0°45′00″W | 18,47            |
| E      | 37°13′48″S 0°25′12″W | 13               |
| F      | 36°33′36″S 5°22′48″W | 7,46             |
| G      | 37°18′00″S 4°56′24″W | 9,26             |
| H      | 36°34′48″S 4°52′48″W | 8,98             |
| K      | 35°58′48″S 6°28′48″W | 10,39            |
| L      | 36°02′24″S 6°07′12″W | 7,18             |